# Polyxenasarkophag

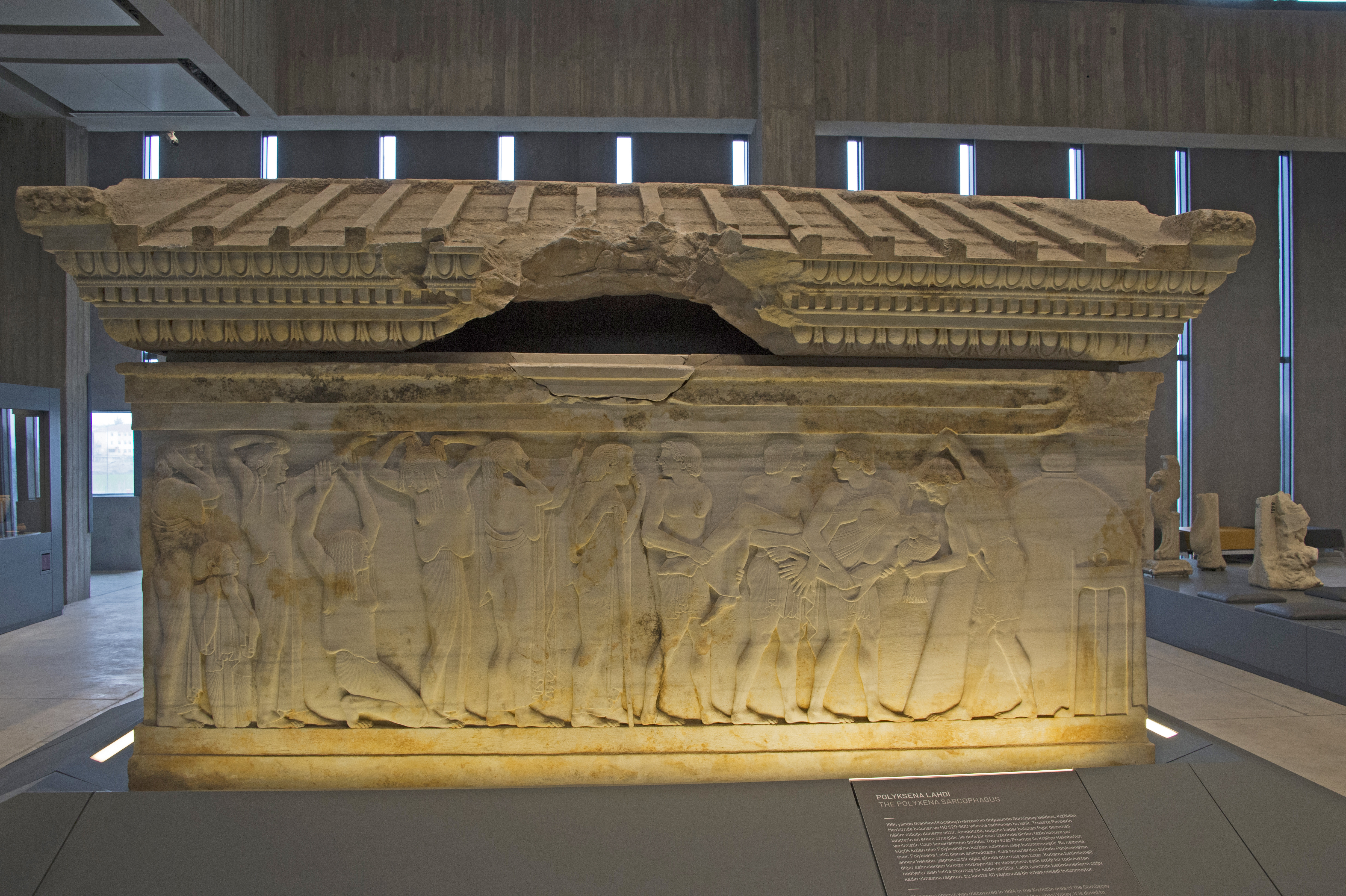
Vorderseite: Das Opfer der Polyxena

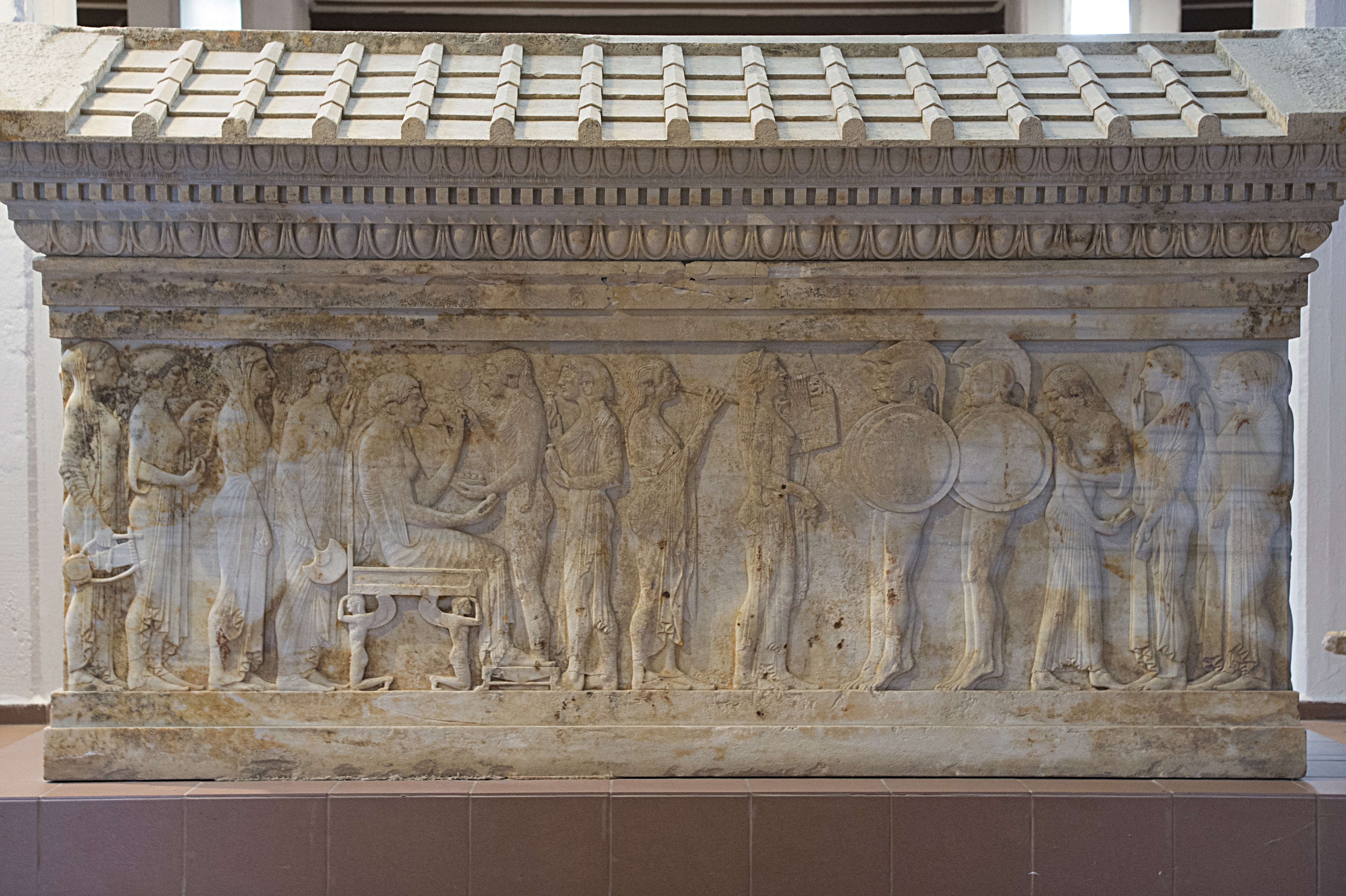
Rückseite

Der marmorne Polyxenasarkophag wurde 1994 in einem Grabhügel, dem Kizöldün-Tumulus, bei Gümüşçay, Landkreis Biga, gefunden, der nicht weit entfernt vom Biga Çayı, in der Antike Granikos, in der nördlichen Troas liegt. Er wird in spätarchaische Zeit (um 510–500 v. Chr.) datiert und damit handelt sich um einen der frühsten griechischen Sarkophage mit Reliefdekoration. Seit 2018 ist er im Troya Müzesi ausgestellt.

## Auffindung
Der Sarkophag wurde bei Rettungsgrabungen des Archäologischen Museums Çanakkale entdeckt. In der Gegend gab es zahlreiche illegale Grabungen, worauf das Museum mit umfangreichen Rettungsgrabungen reagierte. Der Sarkophag ist schon von 1994 modernen Raubgräbern aufgespürt worden, die auf ein antikes Loch im Deckel des Sarkophages stießen und von weiteren Grabungen absahen, da es offensichtlich war, dass der Sarkophag schon in der Antike beraubt wurde.
Der Sarkophag ist ohne weitere Vorkehrungen in den Boden gelegt worden. Die Reliefs waren durch Tonplatten geschützt, aber es gibt keine Anzeichen, dass er einst in einer Grabkammer deponiert wurde. Im Sarkophag fanden sich Knochen eines etwa 40-jährigen Mannes.

## Beschreibung
Der Sarkophag mit Deckel ist 3,32 m lang, 1,60 m breit und 1,78 m hoch, der Sarkophagkasten ist 2,85 m lang, 1,19 m breit und 1,18 m hoch.
Die Dekoration der einen Längsseite gab dem Sarkophag seinen modernen Namen. Hier ist das Opfer der Polyxena, Tochter des Priamos, dargestellt. Achilles erschien im Traum seines Sohnes und verlangte, dass die schönste trojanische Frau geopfert werden solle. Die Griechen wählten Polyxena aus, die zum Grab des Achilles gebracht und dort geopfert wurde. Diese Seite des Sarkophages zeigt zwölf Figuren, die in zwei Gruppen geteilt werden können. Auf der rechten Seite sieht man die eigentliche Opferung der Polyxena (ganz rechts das Grab des Achilles), auf der linken Seite sind trojanische Frauen dargestellt, die ihren Tod beklagen. Alle Männer in der Darstellung sind Griechen, alle Frauen sind Trojanerinnen. Die Opferszene setzt sich auf einer Nebenseite fort. Hier sieht man Hekabe, die Mutter der Polyxena, und zwei Frauen in Trauergestus.
Die Interpretation der anderen Längsseite bereitet Probleme. Hier ist eine Feier dargestellt, doch bleibt unklar, wer oder was gefeiert wird. Abgebildet sind 17 Personen, davon vier Männer. Die Frauen machen Musik, tanzen und geben Geschenke. Die Darstellung kann wiederum in zwei Teile geteilt werden. In der linken Hälfte sieht man eine Frau auf einem Thron sitzen, Frauen überbringen Geschenke. Auf der rechten Seite sieht man Musikantinnen, vier männliche Tänzer und vier weitere Frauen. Die Darstellung einer Feier findet ihre Fortsetzung auf der letzten Nebenseite. Hier sieht man zwei Frauen auf einer Kline sitzend.

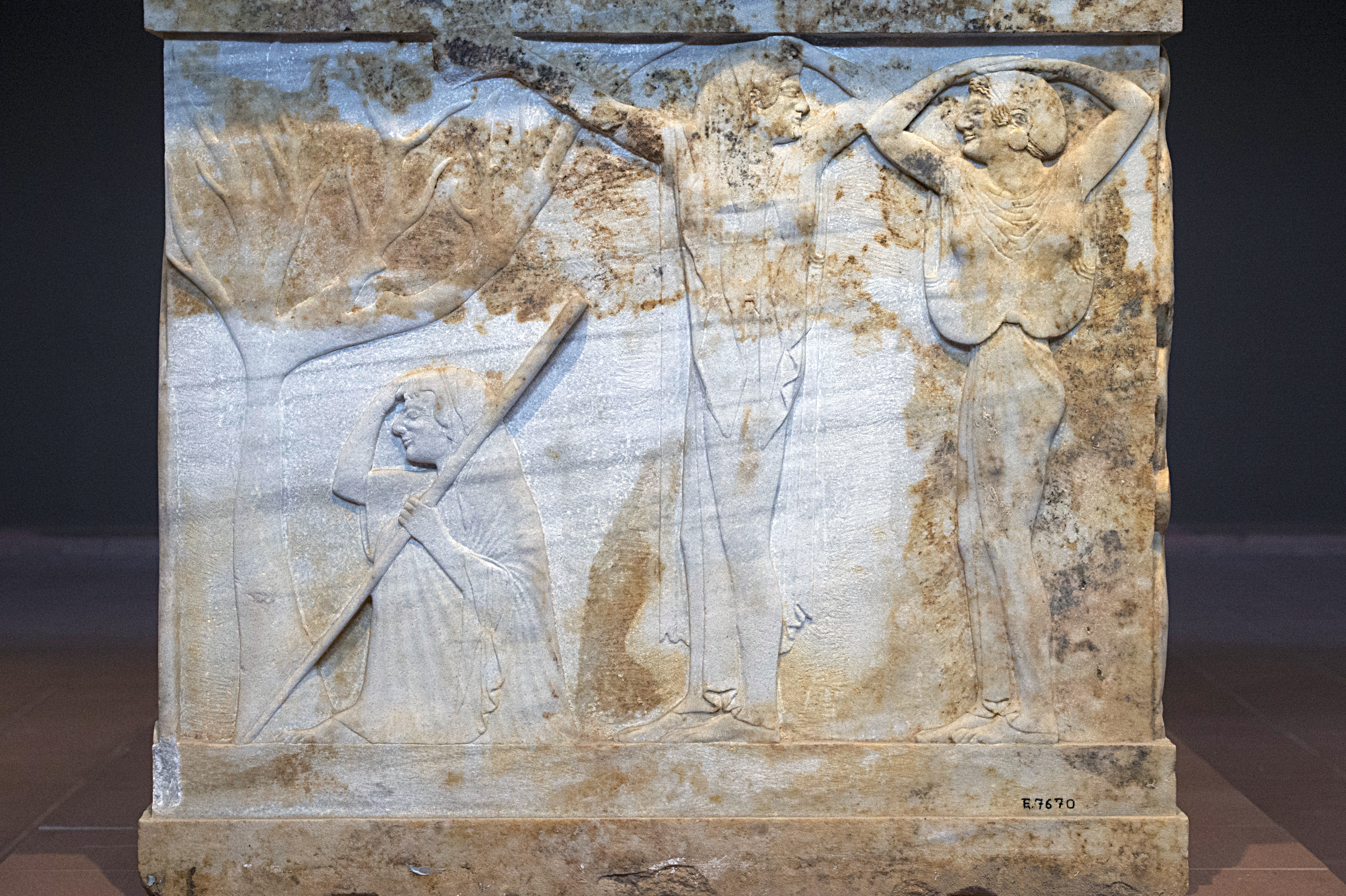
Nebenseite: Hekabe trauert um ihre Tochter
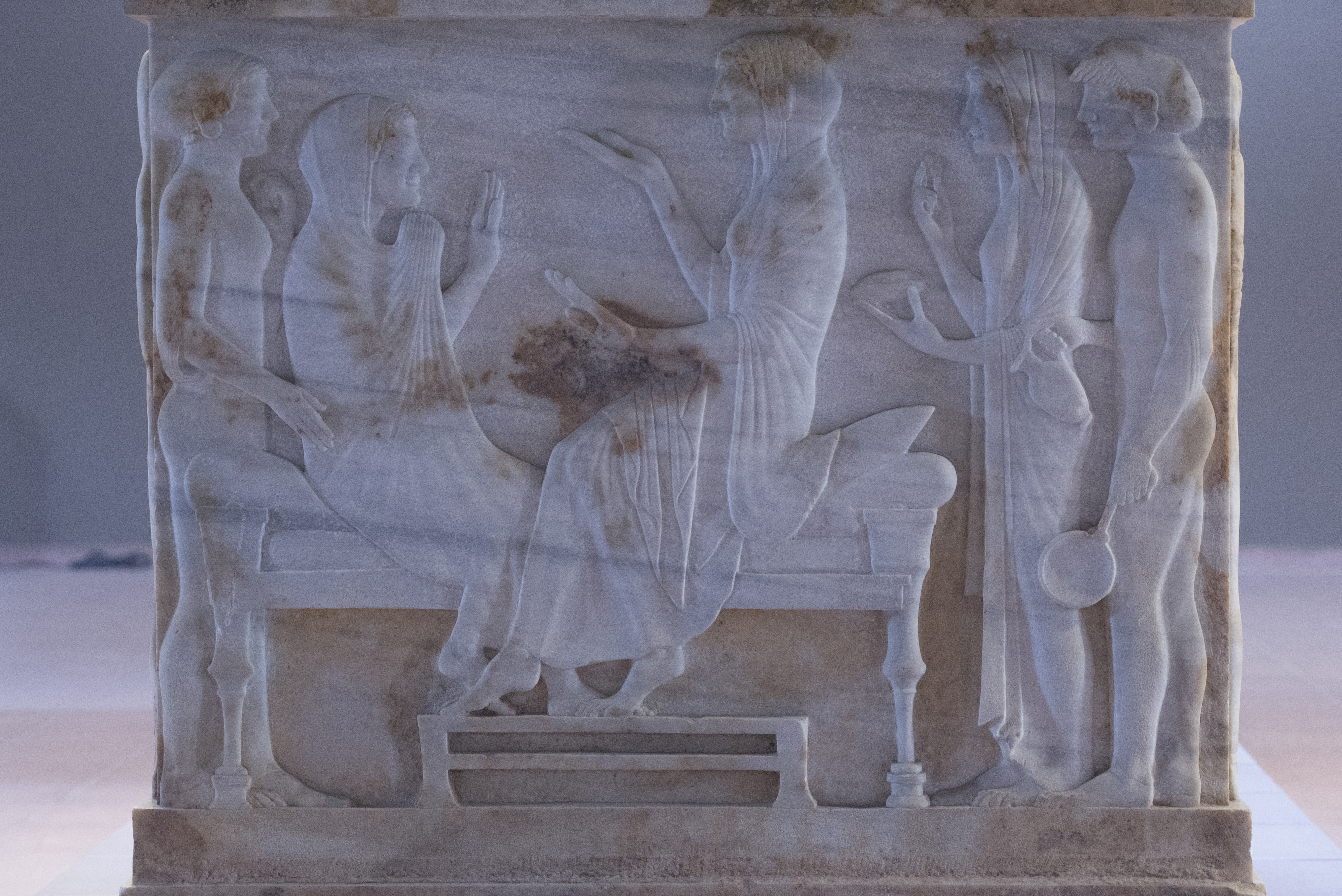
Nebenseite: Feier: zwei Frauen auf einer Kline
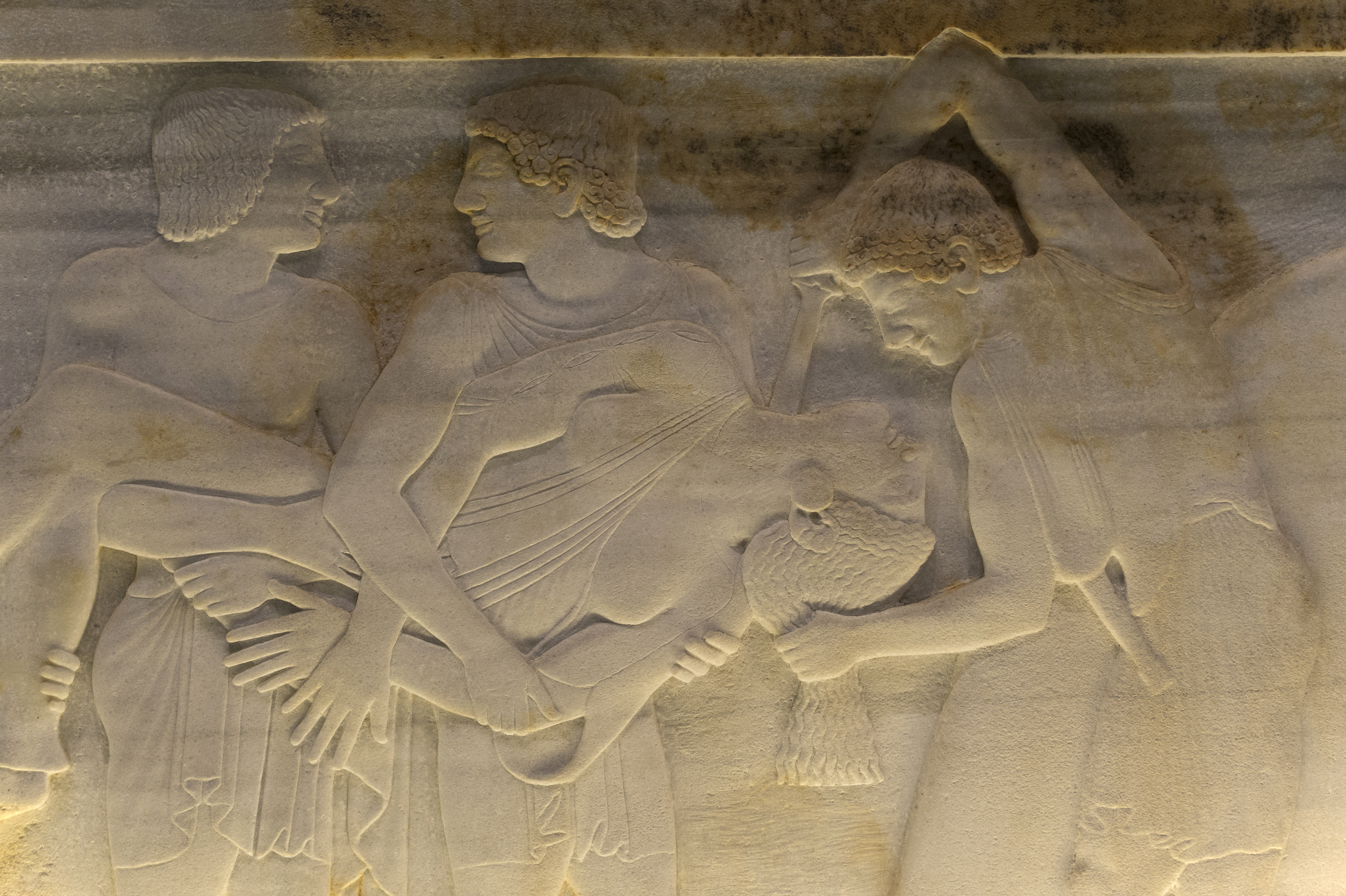
Detail: die Opferung/Tötung der Polyxena